# Crisis Force
Crisis Force é um jogo de videogame lançado pela Konami em 1991.

## História
No ano de 199X na cidade de Tóquio está sob ataque de alienígenas do mal do Egito. Apenas dois personagens de anime estereotipadas pode resolver este problema e começam a destruir a cidade. Os protagonistas são um menino e uma menina que pilotar um ofício lutador azul e vermelho e batalha através de sete etapas.

## Jogabilidade
A jogabilidade é o padrão para o gênero de shooters verticais, mas oferece nenhum sistema de pontuação. Um navio começa com duas vidas e deve fazer o seu caminho através de uma variedade de níveis sem explodir, evitando projéteis e abater inimigos.  Itens para navio, upgrades de armas, bombas, e upgrades de velocidade fazer uma aparição em Crisis Force.

## Itens
- Amarelo / ouro com um Centro Azul - Colete cinco delas para transformar o seu navio para o grande navio. Se você tem dois jogadores, ambos se tornam um. De qualquer forma, este navio acabará por reverter de volta ao normal , com sucessos e tempo. Os tiros que dispara cobrir uma área enorme para que colher a destruição enquanto pode. Uma coisa que você pode considerar é obter apenas 3 ou 4 desses power-ups para que você pode transformar com base na situação. Tal como uma secção de disco de um nível, ou um inimigo chefe.
- Vermelho Caminho Power-Up - Vermelho tem funções especiais como um feixe de onda disparou para a frente. Dois tiros de arco e sair por isso pode perder inimigos, mas é bastante forte, Um tiro fraco frente, mas um escudo ao redor de sua nave, Tiros disparados para o lado do navio, que procuram o inimigo. eles voar para fora, se alinham com um inimigo e voar para a frente. O vermelho é mais poderoso do que azul, na minha experiência, mas nem sempre tão confiável. O candidato, por exemplo, pode se alinhar com tiros um chefe "em vez de um chefe si.
- Azul Caminho Power-Up - Azul é um pouco mais mundano, mas ainda funcional, tiro simples, Armas da frente e cauda . Abrange uma ampla área atrás de você, frontais e laterais ( ambos) armas. Azul é um power-up caminho mais rápido orientado fogo. Não há cobertura decente se este é o tipo que você quiser.
- Bomba - A bomba dá-lhe mais usos de bombas. A função da bomba depende da formação com uma matriz de explosão circular que se espalha para fora mais útil, Uma explosão mais centralizado mais Útil, Teleporta o seu navio, causando danos com o seu pós-imagem e Evite.
- Piscando - A e S estão piscando, obtê-lo para restaurar algum poder perdido quando você morre.
- Letra S - Acelerar se azul , acelerar para baixo se vermelho.

## Modos de Jogabilidade
- D-Pad - Movimentam a Nave
- A - Bomba
- B - Atira
- Select - Mudam a Nave
- Start - Pause/Entrar o jogo